# 極端不連通空間
點集拓撲上，極端不連通空間是一種拓撲空間，它的任何開集的閉包是開集。在某些分離公理假設下這定義了比完全不連通空間及各種“0維條件”更強的不連通性。一個極端不連通的緊緻豪斯多夫空間，有時會稱為Stonean空間。（注意與Stone空間的分別：Stone空間是完全不連通的緊緻豪斯多夫空間。）Andrew Gleason的一條定理指緊緻豪斯多夫空間範疇的投射對象正是極端不連通的緊緻豪斯多夫空間。在Stone空間和布爾代數之間有對偶性下，Stonean空間恰好對應完備布爾代數。

## 定義
對於拓撲空間以下條件互為等價，滿足此條件的拓撲空間稱為極端不連通空間。:106–107, Exercise 15G, 1
- 任何開集的閉包是開集。
- 任何閉集的內部是閉集。
- 任何兩個不相交的開集，其閉包不相交。
- 任何兩個不相交的開集是函數分離的。
- 任何開集上的{\displaystyle [0,1]}值連續函數可擴張到整個空間上。

## 例子
以下是極端不連通空間：
- 離散空間
- 離散空間的斯通－切赫緊化
- 交換馮·諾伊曼代數的譜

## 性質

### 包含關係
任何離散空間是極端不連通空間。極端不連通的豪斯多夫空間是完全不連通空間。但完全不連通的豪斯多夫空間未必是極端不連通的，例如有理數集（予以實數線的子空間拓撲）。極端不連通的豪斯多夫空間的收斂序列只有最終常數列。因此，極端不連通的第一可數豪斯多夫空間只有離散空間。所有極端不連通正則空間是完備正則空間。對於任意極端不連通正規豪斯多夫空間{\displaystyle X}，有
{\displaystyle \dim X=0}
其中{\displaystyle \dim }是拓撲維數。:328, Theorem 6.2.25這是比{\displaystyle \operatorname {ind} X=0}或者完全不連通空間強的條件。

### 關於諸運算的封閉
極端不連通空間的開集和稠密集是極端不連通空間。極端不連通空間的閉集不一定是極端不連通的。極端不連通吉洪諾夫空間的斯通-切赫緊化是極端不連通空間。:328, Theorem 6.2.27特別地，離散空間的斯通-切赫緊化是極端不連通空間。極端不連通空間族的積空間不一定是極端不連通的。

### 范疇論
設{\displaystyle X}是緊緻豪斯多夫空間，則以下條件等價。
- {\displaystyle X}是極端不連通空間。
- {\displaystyle X}是緊緻豪斯多夫空間和連續函數的範疇{\displaystyle \operatorname {CompHaus} }中的投射對象。[3]:484, Theorem 2.5
- {\displaystyle X}與一個完備佈爾代數的斯通空間表示同胚。[3]:485

設{\displaystyle X}是局部緊緻豪斯多夫空間，則以下條件等價。:488, Theorem 4.2
- {\displaystyle X}是極端不連通空間。
- {\displaystyle X}是局部緊緻豪斯多夫空間和常態映射的範疇中的投射對象。